# Monastère de San Antón
Le monastère de San Antón était dédié à saint Antoine.
Les ruines de ce monastère sont situées dans la localité dépeuplée de San Antón, qui fait partie de la commune de Castrojeriz, dans le Nord de l’Espagne, dans la comarque de Burgos (Province de Burgos), dans la communauté autonome de Castille-et-León.

## Localisation
Le monastère se situe à deux kilomètres à l’est de Castrojeriz, à la limite nord de la commune de Villaquirán de la Puebla, distant de moins d'un kilomètre. Il est à trente quatre kilomètres à l'ouest de Burgos.

## Le monastère

### Description

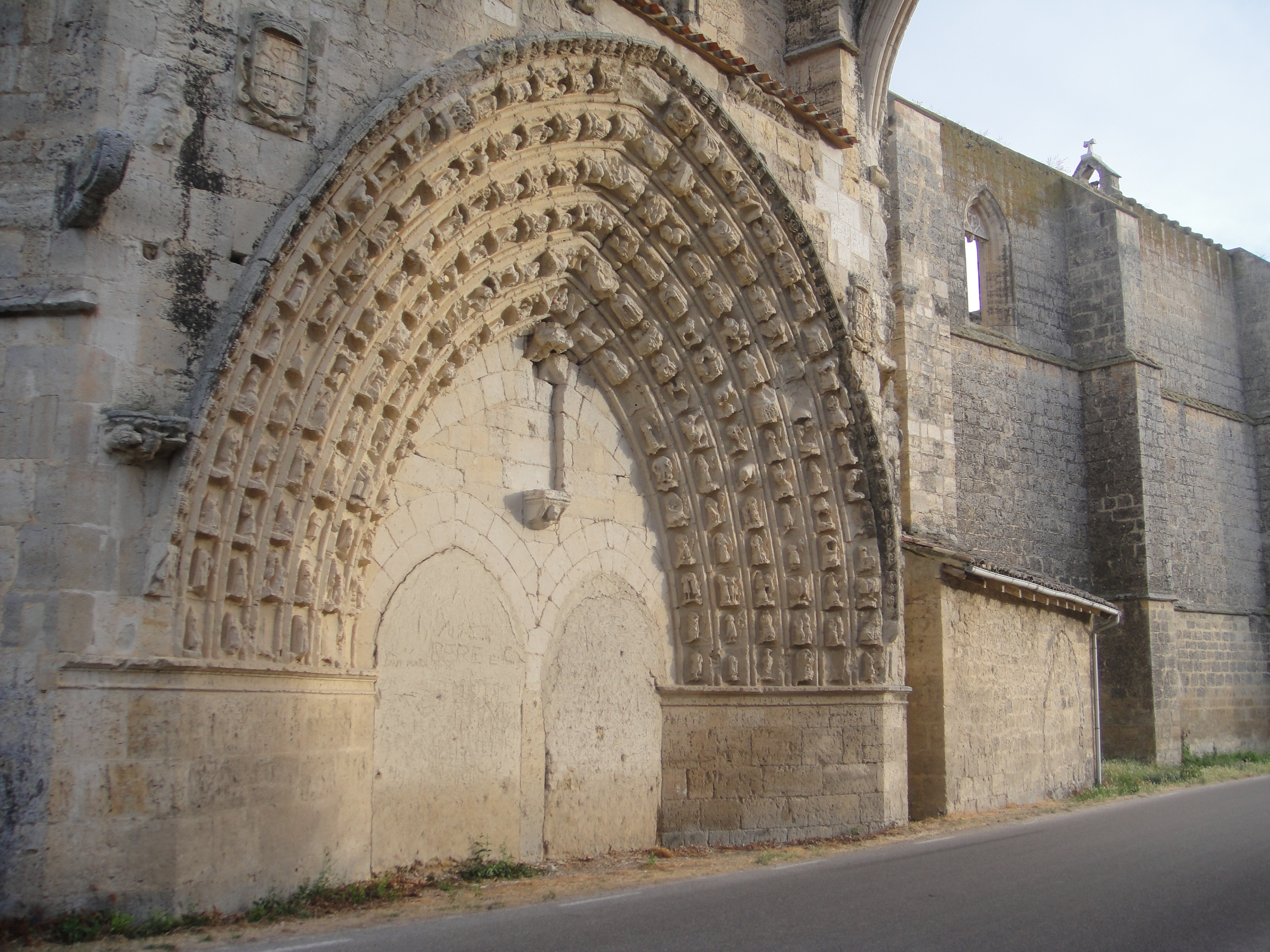
Monastère ruiné de San Antón.
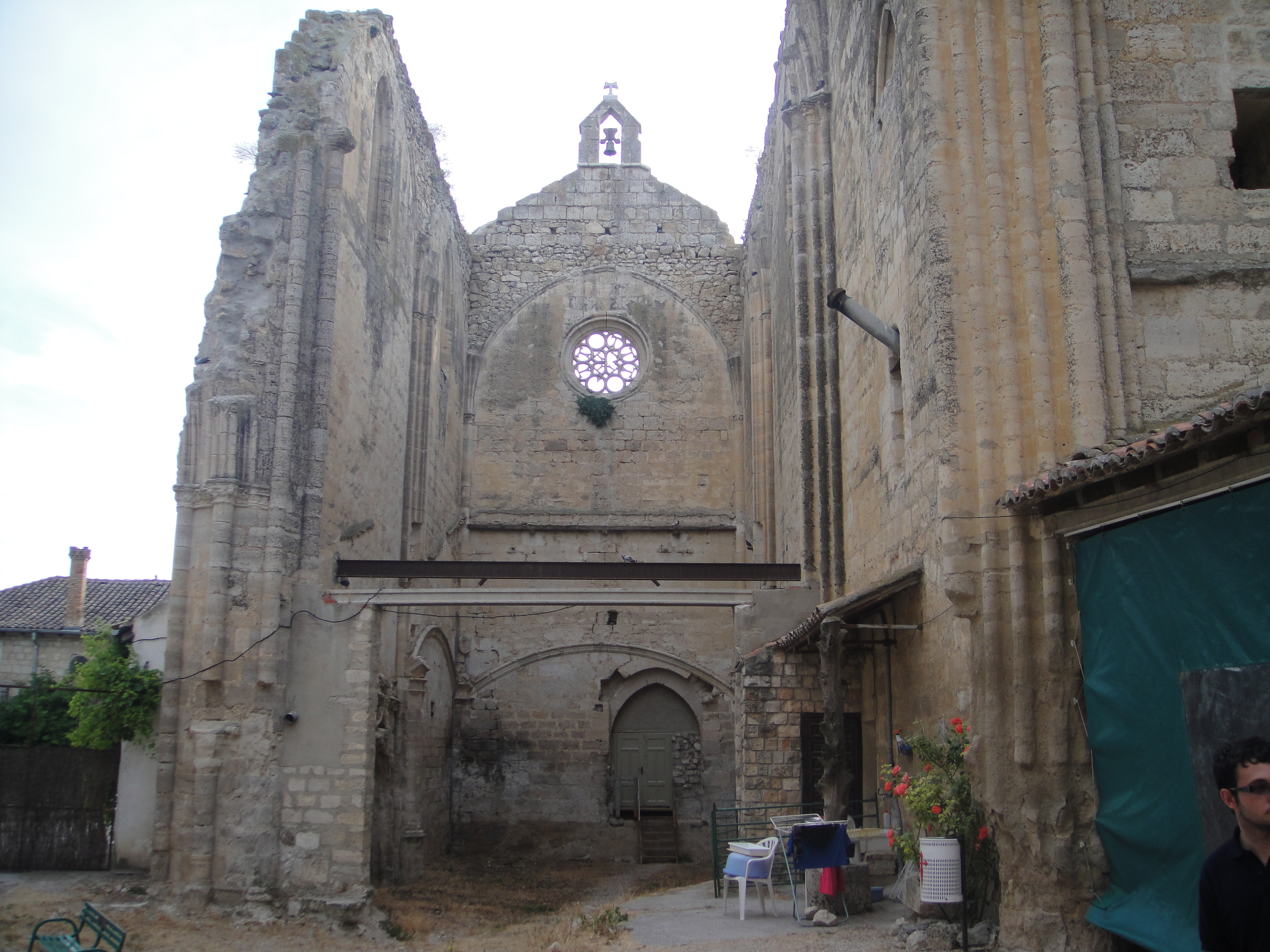
Monastère ruiné de San Antón.
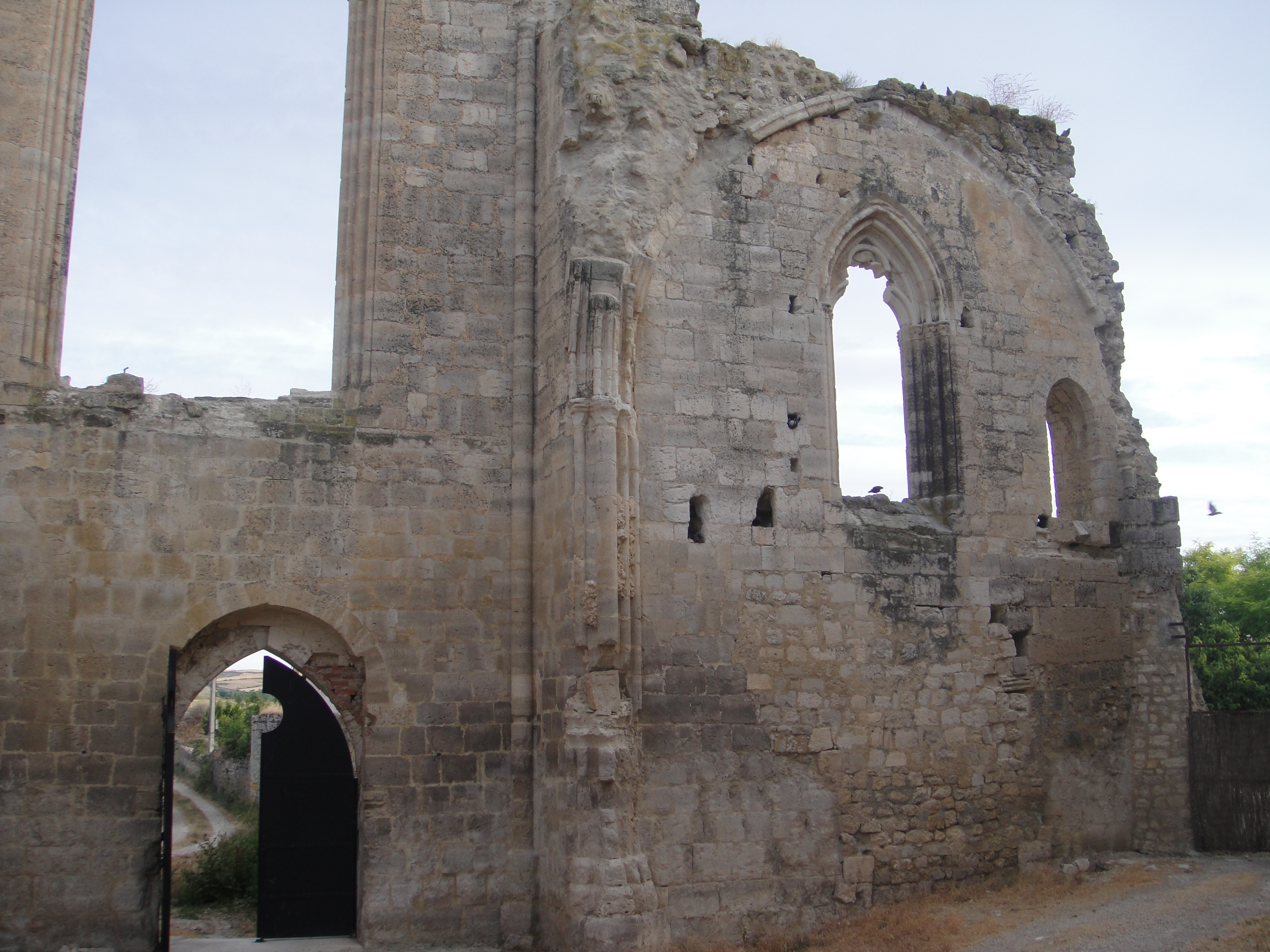
Monastère ruiné de San Antón.
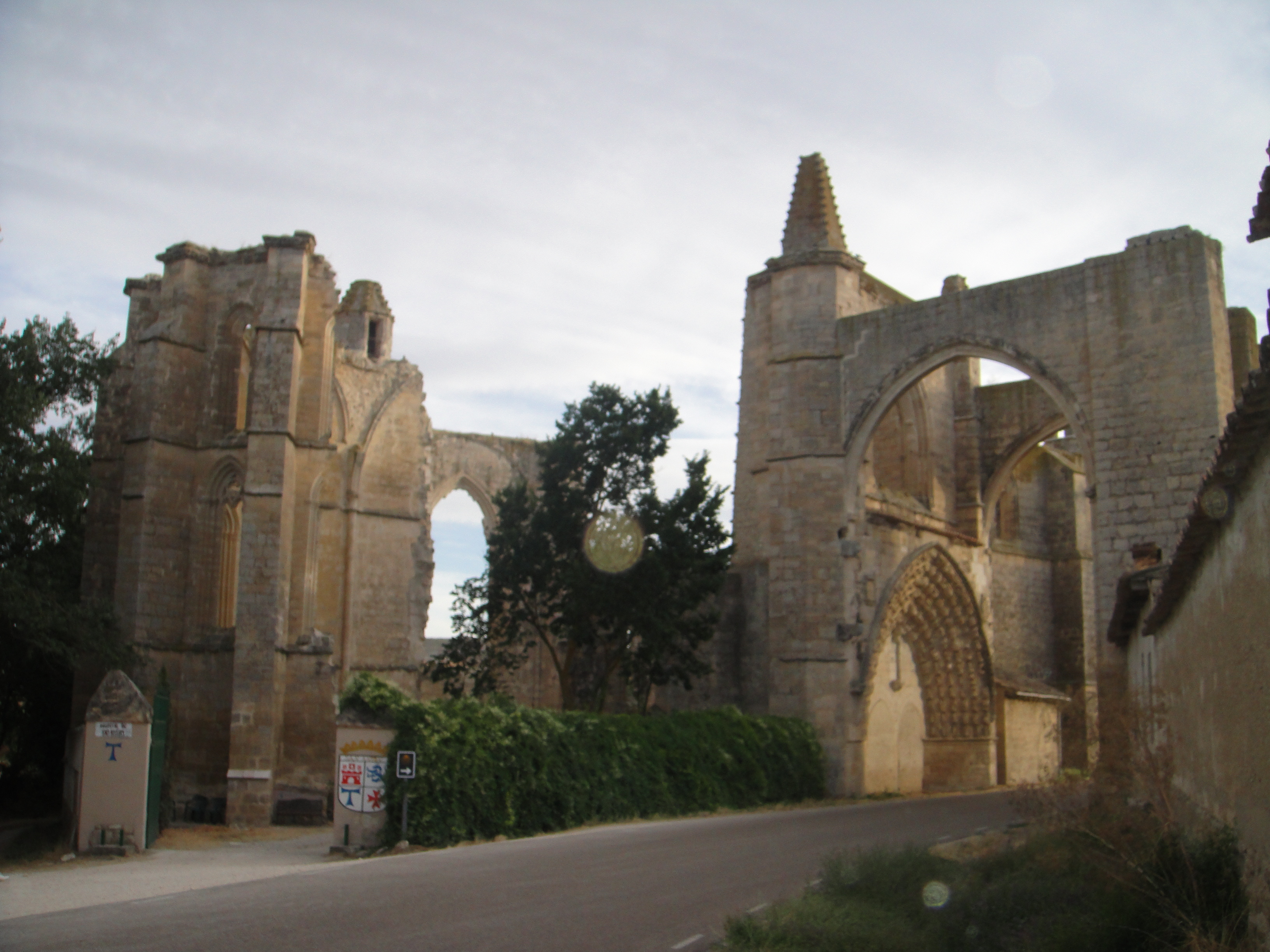
Monastère ruiné de San Antón.
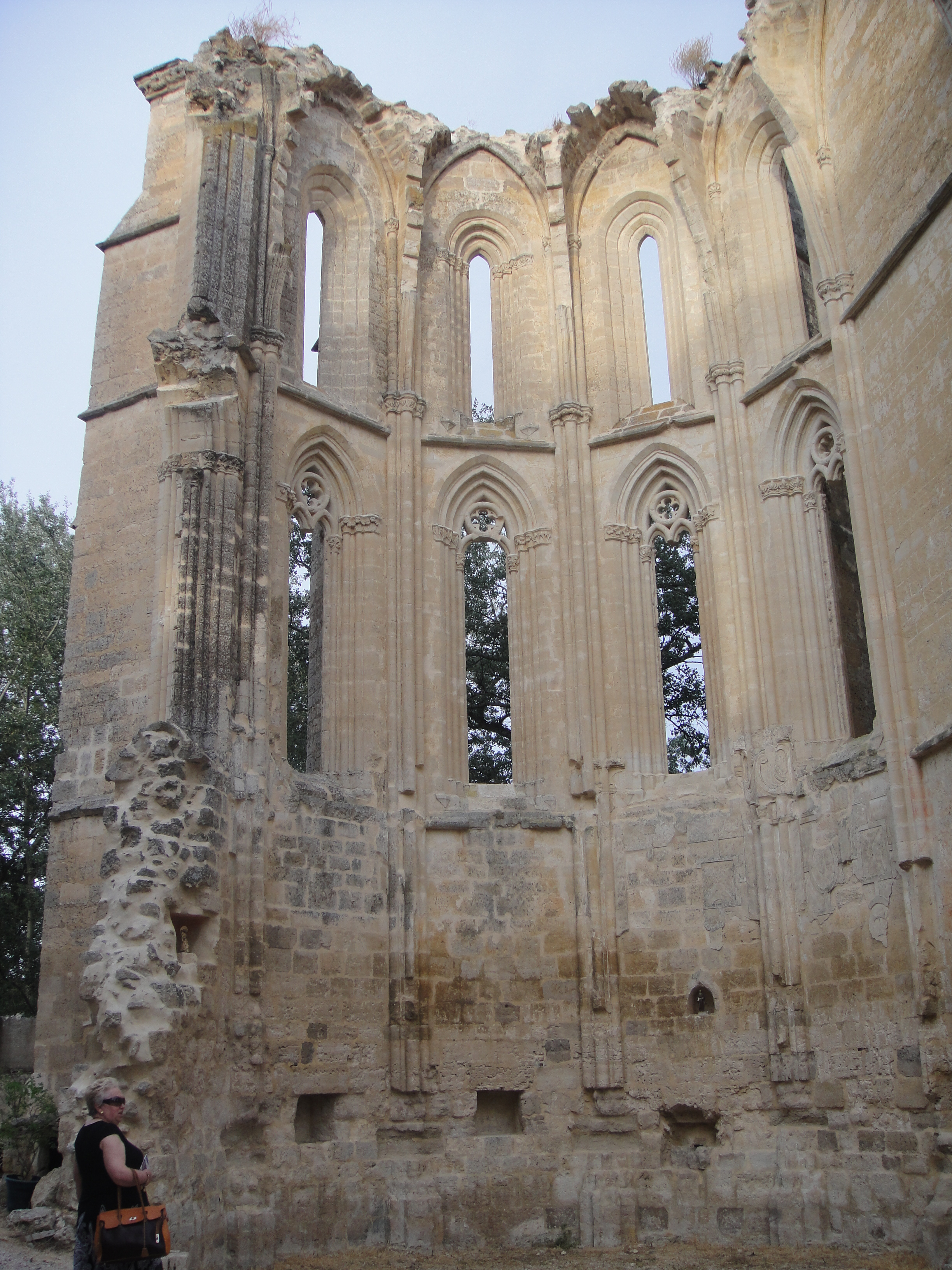
Ruines de l'église de San Antón.
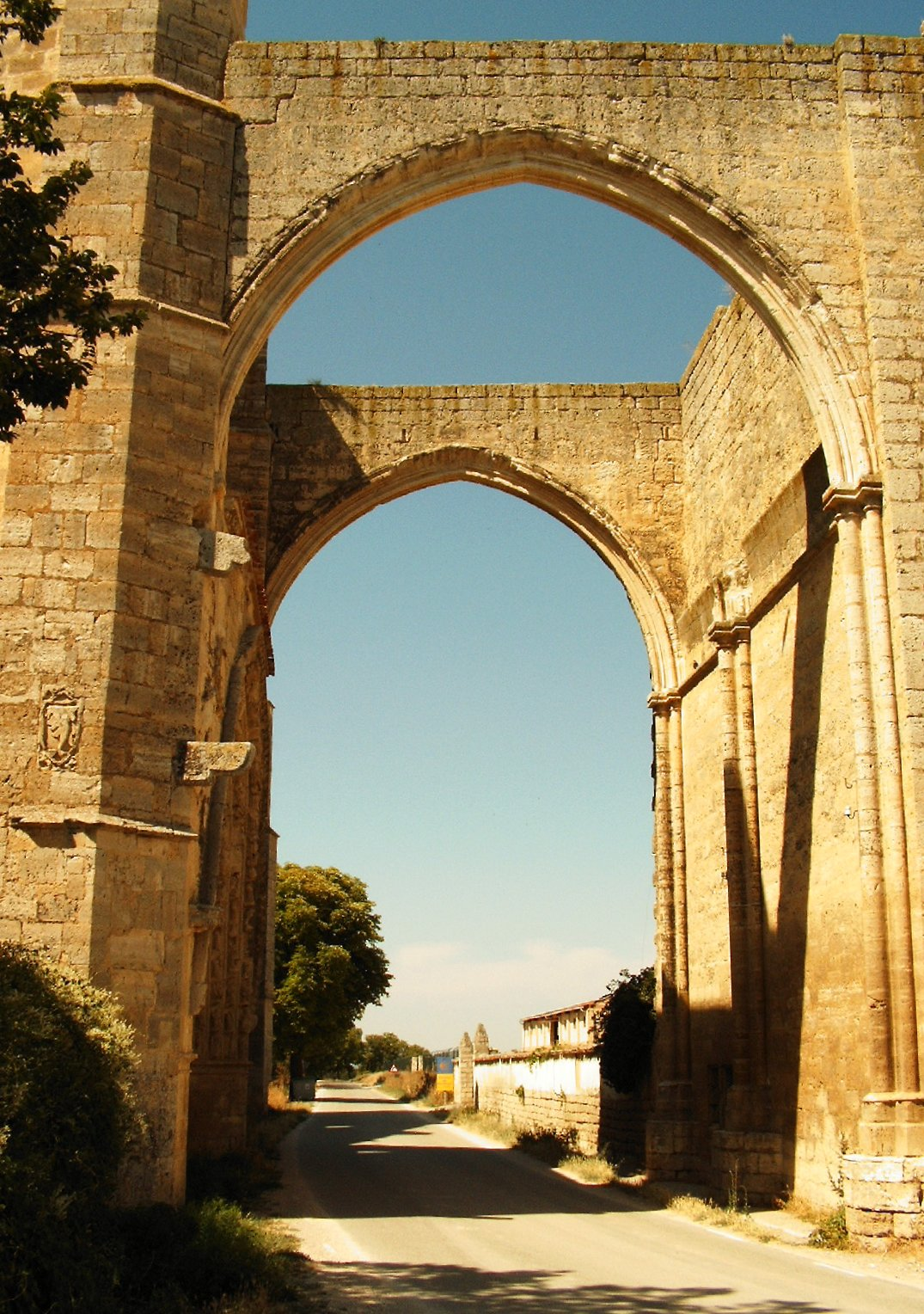
Arches du monastère ruiné de San Antón.
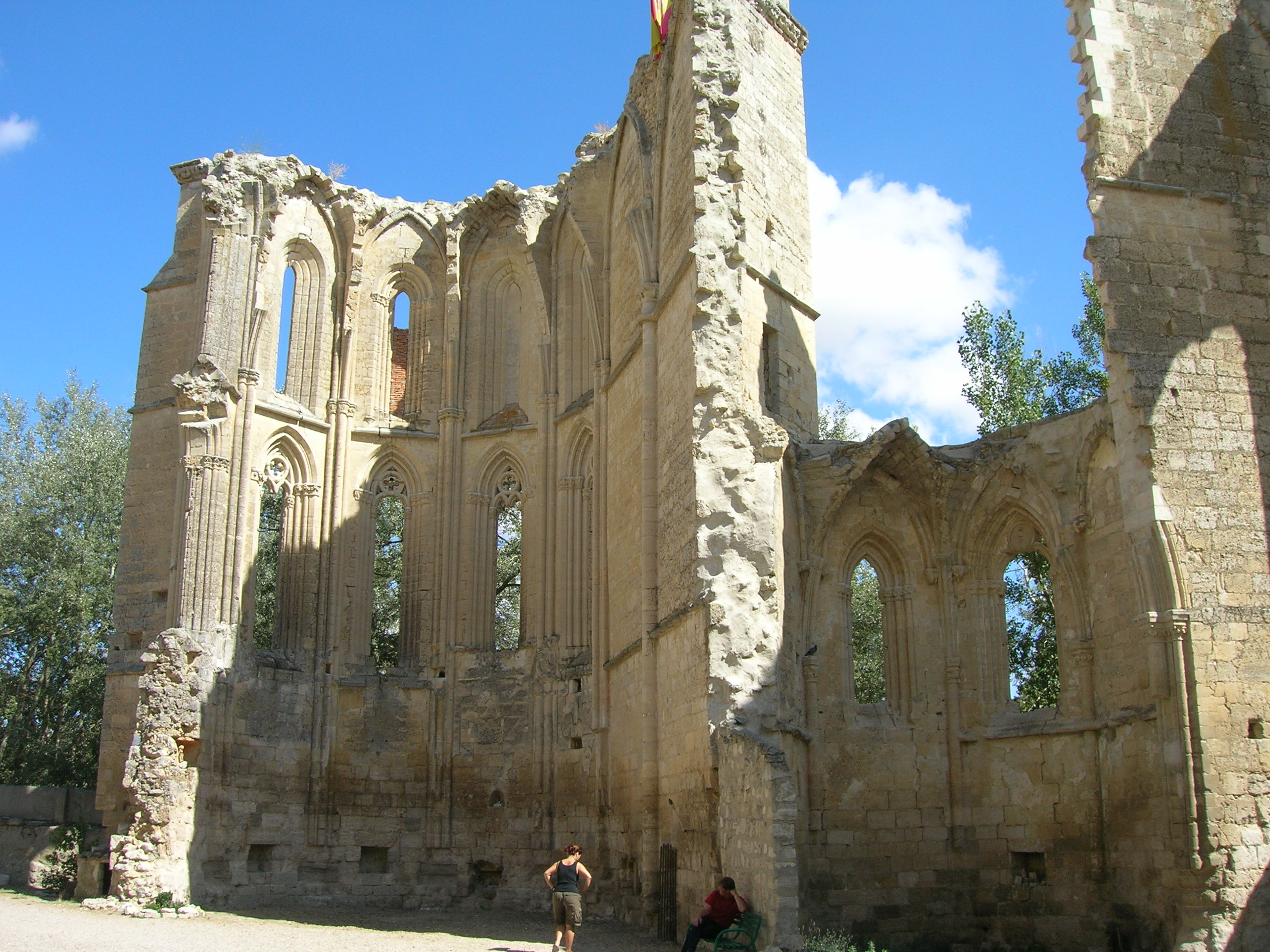
Monastère ruiné de San Antón
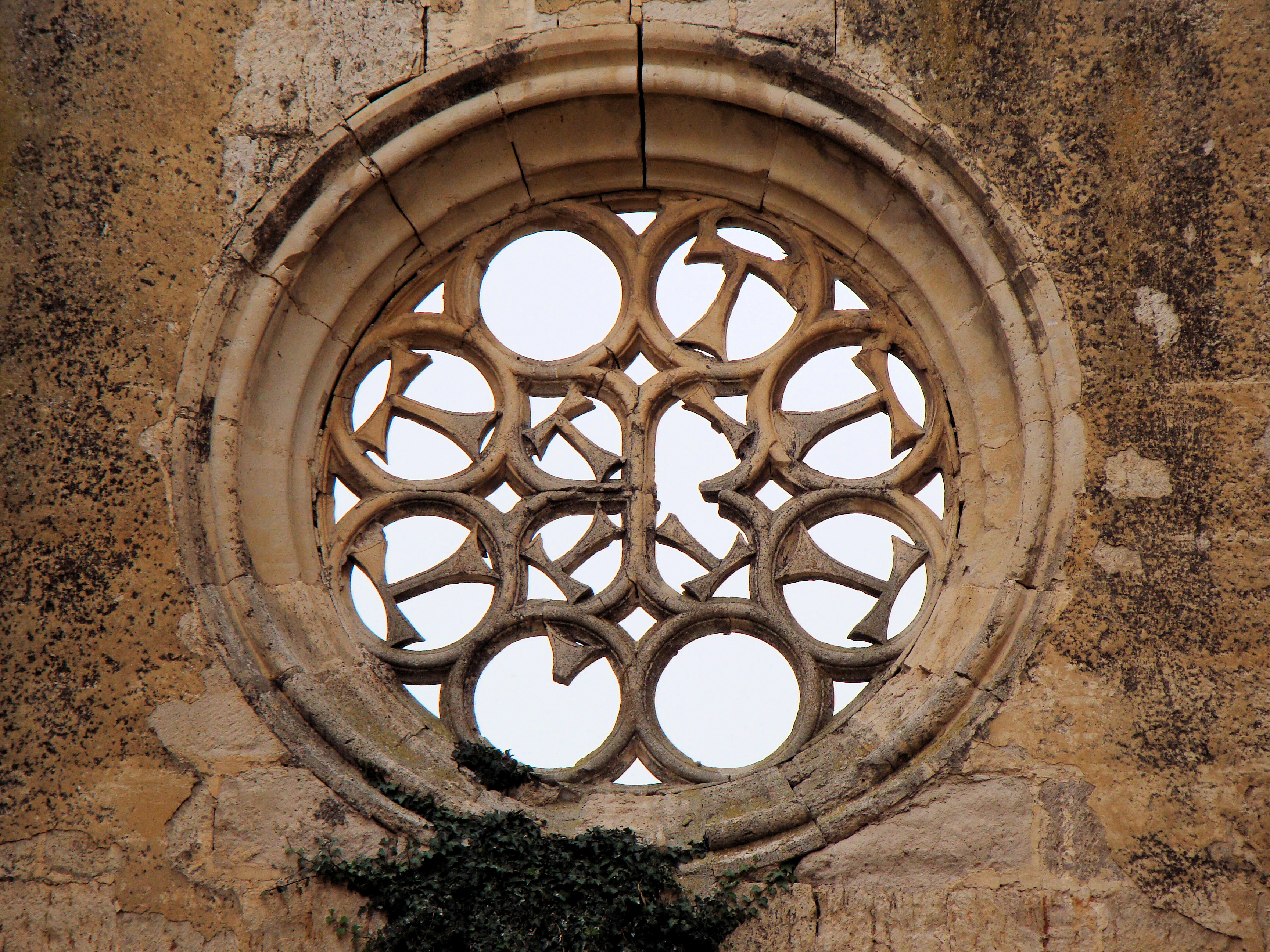
Rosace du XVe siècle dans le monastère ruiné de San Antón.

## Le Pèlerinage de Compostelle
Sur le Camino francés du Pèlerinage de Saint-Jacques-de-Compostelle, on vient de Hontanas ; la prochaine halte est Castrojeriz.

### Sources et bibliographie
- (es) Cet article est partiellement ou en totalité issu de l’article de Wikipédia en espagnol intitulé « Monasterio de San Antón (Castrojeriz) » (voir la liste des auteurs).
- Grégoire, J.-Y. & Laborde-Balen, L. , « Le Chemin de Saint-Jacques en Espagne - De Saint-Jean-Pied-de-Port à Compostelle - Guide pratique du pèlerin », Rando Éditions, mars 2006,  (ISBN 2-84182-224-9)
- « Camino de Santiago  St-Jean-Pied-de-Port - Santiago de Compostela », Michelin et Cie, Manufacture Française des Pneumatiques Michelin, Paris, 2009,  (ISBN 978-2-06-714805-5)
- « Le Chemin de Saint-Jacques Carte Routière », Junta de Castilla y León, Editorial Everest